# Xanthopastis amaryllidis
Xanthopastis amaryllidis är en fjärilsart som beskrevs av Jan Sepp 1848. Xanthopastis amaryllidis ingår i släktet Xanthopastis och familjen nattflyn. Inga underarter finns listade i Catalogue of Life.